# Luca Moroni Jr.
Luca Moroni Jr.  (* 1. Juli 2000 in Desio) ist ein italienischer Schachspieler.

## Leben
Moroni erlernte die Schachregeln als Sechsjähriger. Sein erster Schachklub war der Club Ceriano Laghetto, der auch sein Talent förderte. Als 13-Jähriger errang er den nationalen Meistertitel und anschließend verschiedene nationale Jugendtitel. Im Jahr 2015 wurde er bei der Jugendweltmeisterschaft U16 in Porto Carras Vizeweltmeister hinter Roven Vogel. Im Folgejahr spielte er erstmals für Italien bei der Schacholympiade 2016 in Baku und erzielte am Reservebrett ein hervorragendes Ergebnis (+5 =4 −1). Im selben Jahr wurde ihm der Titel „Internationaler Meister“ verliehen.
Im Dezember 2017 siegte Moroni bei der italienischen Meisterschaft in Cosenza. Er war damit als 17-Jähriger nach Fabiano Caruana der zweitjüngste Italiener, dem dies gelungen war. Im selben Jahr verlieh ihm die FIDE den Großmeistertitel, da er in diesem Jahr die erforderliche Elo-Zahl von 2500 Punkten überschritt. Die Normen für den Titel hatte er bei der italienischen Meisterschaft 2015 und bei der Schacholympiade in Baku erspielt. In der deutschen Bundesliga spielt Moroni seit 2019 für die Schachfreunde Berlin.
Da es in Italien einen weiteren, bei der FIDE gelisteten Spieler mit dem Namen Luca Moroni (* 1962) gibt, wird Großmeister Moroni als Moroni Jr. bezeichnet.